# 大森壽郎
大森 壽郎（おおもり ひさお、1949年4月11日 - ）は、日本の実業家。東京都出身。株式会社博報堂DYメディアパートナーズ取締役会長・元代表取締役社長。第54回吉田秀雄記念賞受賞。

## 人物・経歴
東京都出身。1972年、上智大学文学部卒業。同年4月、株式会社博報堂入社。同社執行役員、株式会社博報堂DYメディアパートナーズ取締役、同社取締役兼執行役員、常務取締役兼執行役員、取締役常務執行役員等を経て、2010年、同社代表取締役社長に就任。2017年、同社取締役会長に就任。2019年、第54回吉田秀雄記念賞を受賞。